# Галактический прилив

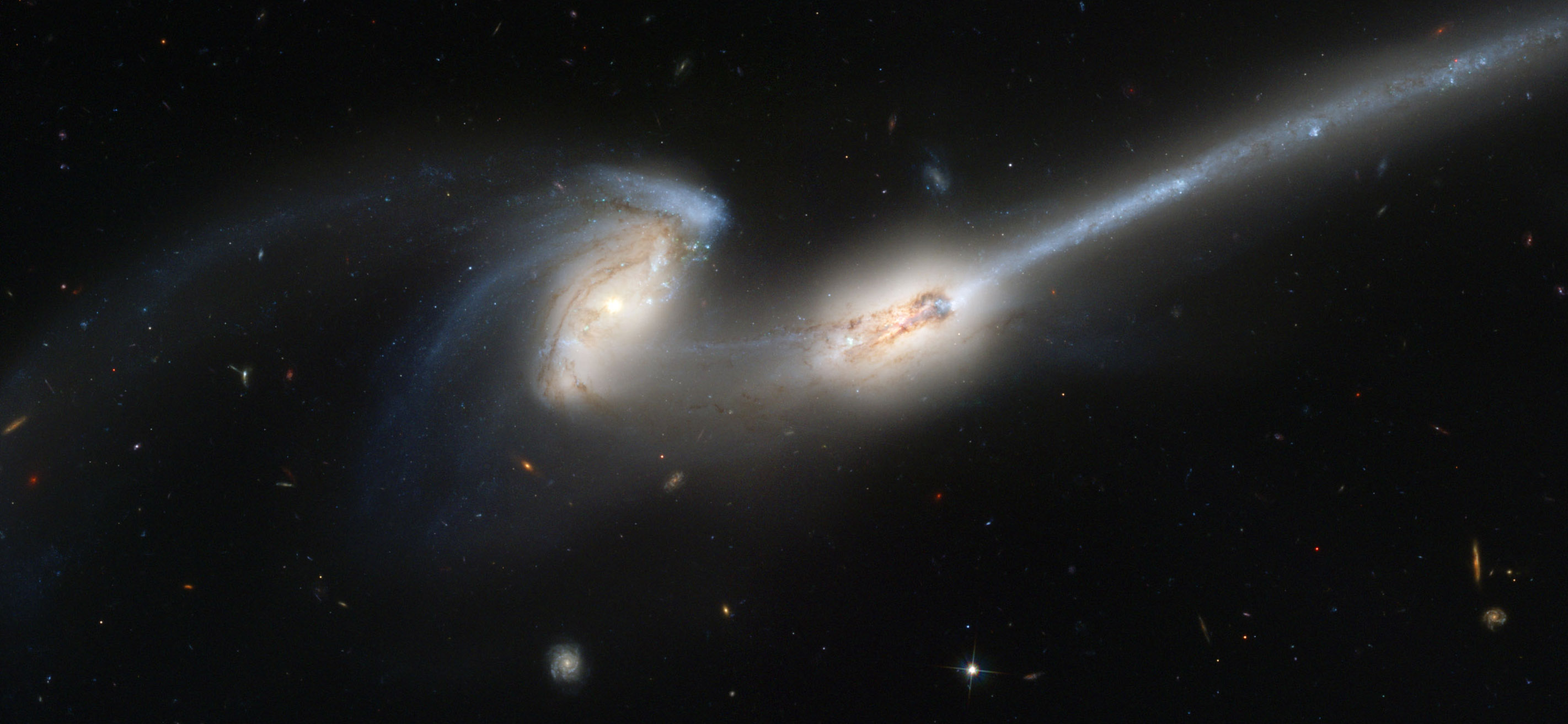
Галактики Мышки NGC 4676

Галактический прилив (англ. Galactic tide) — приливная сила, испытываемая объектами под действием силы притяжения галактики такой как, например, Млечный Путь. Особый интерес в случае галактических приливов представляет изучение столкновений галактик, разрушение карликовых галактик или галактик-спутников, а также приливное влияние Млечного Пути на Облако Оорта в Солнечной системе.

## Влияние на внешние галактики

### Столкновение галактик

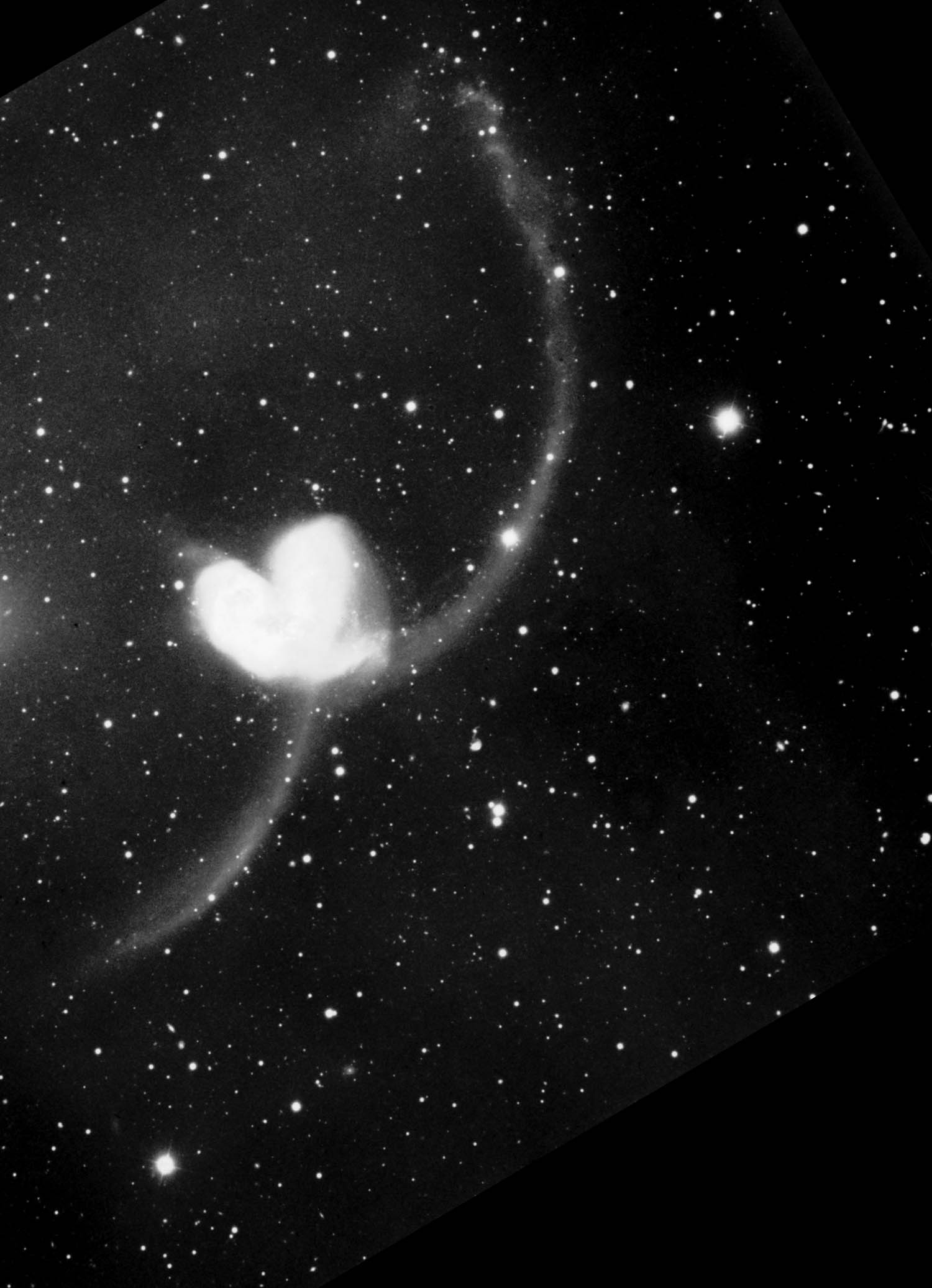
Длинные приливные хвосты сталкивающихся галактик Антенны

Приливные силы зависят от градиента гравитационного поля, а не от его силы, поэтому приливные эффекты обычно ограничиваются непосредственными окрестностями галактик. Две крупные галактики, участвующие в столкновении или пролетающие близко друг от друга будут подвержены значительным приливным силам и зачастую обладают заметными проявлениями приливных взаимодействий. 
Две взаимодействующие галактики не обязательно испытают лобовое столкновение (если вообще столкнутся), а приливные силы растянут галактики вдоль прямой, направленной от галактики до возмущающего объекта. Когда две галактики пролетают близко друг от друга, то деформированные области на их периферии будут растянуты дифференциальным вращением и вытянуты в межгалактическое пространство, образуя приливные хвосты. Такие хвосты обычно сильно искривлены. Если хвост выглядит прямолинейным, то с большой вероятностью мы наблюдаем его с ребра. Звёзды и газ, составляющие хвосты, вытягиваются из легко разрушаемых галактических дисков одной или обеих галактик. Наглядными примерами возникших при столкновениях приливных хвостов являются галактики Мышки и галактики Антенны.
Подобно тому как Луна создаёт два приливных горба на противоположных сторонах Земли, так и галактический прилив создаёт два рукава у галактики-компаньона. Крупный хвост образуется, если возмущаемая галактика равна по массе или менее массивна, чем оказывающая влияние галактика; если же возмущаемая галактика более массивна, то отстающий хвост будет относительно слабым, а лидирующий рукав, иногда называемый мостом, будет более заметным. Приливные мосты сложнее обнаружить, чем приливные хвосты: мосты могут поглощаться пролетающей галактикой или результатом слияния галактик, вследствие чего мост виден в течение меньшего времени, чем крупный приливной хвост. Также если одна из двух галактик находится на переднем плане для наблюдателя, то вторая галактика и приливной мост между ними могут быть частично закрыты от наблюдателя. Вследствие этих причин сложно различить, где заканчивается одна галактика и начинается вторая. Приливные петли, в которых хвост соединяется с образовавшей его галактикой с обоих концов, являются более редкими структурами.

### Взаимодействие со спутниками

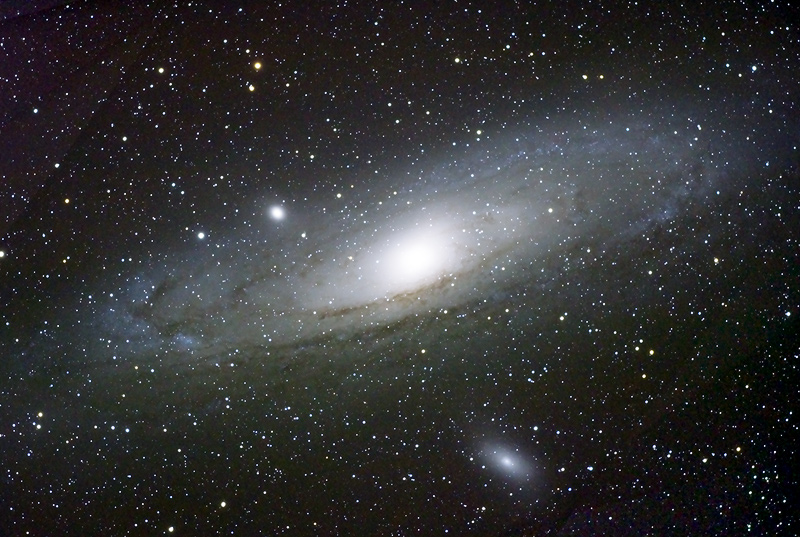
Галактика Андромеды. Её галактика-спутник M32 (слева вверху) обладает вытянутыми внешними рукавами вследствие приливного влияния галактики Андромеды.

Поскольку приливные силы обладают наибольшей величиной в непосредственной окрестности галактики, то спутниковые галактики подвержены наиболее сильному их влиянию. Такая внешняя сила при действии на спутник создаёт упорядоченное движение внутри спутника,  зачастую приводящее к образованию крупномасштабных проявлений, таких как вращение (аналогично приливам в океане Земли) или аномальное отношение масса/светимость. Галактики-спутники также могут подвергаться приливному растягиванию, происходящему при столкновениях галактик, когда звёзды и газ отделяются от внешних частей галактики и поглощаются галактикой-компаньоном. Карликовая галактика M32, спутник галактики Андромеды, мог потерять часть спиральных рукавов вследствие приливного растягивания, а высокий темп звездообразования в оставшемся ядре может являться результатом движения оставшихся молекулярных облаков (поскольку приливные силы могут сжимать облака межзвёздного газа внутри галактик, то в маленьких галактиках вследствие этого возникают области активного звездообразования).
Механизм приливного растягивания  галактики малых размеров аналогичен взаимодействию между галактиками сопоставимых размеров, хотя относительно малое гравитационное поле приводит к тому, что только галактика-спутник, а не крупная галактика испытывает влияние приливных сил. Если галактика-спутник очень мала по сравнению с галактикой-компаньоном, то приливные хвосты с большой вероятностью будут симметричными и направленными вдоль траектории движения галактики-спутника. Однако если галактика-спутник довольно крупная и обладает массой более десятитысячной доли массы основной галактики, то собственная гравитация спутника может влиять на приливные хвосты, нарушая симметрию и придавая ускорения, направленные в разные стороны. Получающаяся в результате структура зависит как от массы, так и от орбиты галактики-спутника, а также от массы и строения тёмного гало вокруг основной галактики, что может позволить получить сведения о потенциале тёмной материи галактики подобной Млечному Пути.
После большого количества оборотов вокруг главной галактики или при близком прохождении орбиты к главной галактике карликовая галактика-спутник в конце концов будет полностью разрушена, образует приливной поток из звёзд и газа, оборачивающийся вокруг главной галактики. Предполагалось, что протяжённые диски из газа и звёзд вокруг некоторых галактик, таких как галактика Андромеды, могут возникать вследствие полного приливного разрушения (с последующим слиянием с крупной галактикой) карликовой галактики-спутника.

## Влияние на объекты внутри галактики
Приливное влияние также присутствует и во внутренних областях галактики, где градиент приливных сил наиболее значительный. Такое влияние может быть важным для образования звёзд и планетных систем. Обычно гравитация звезды является главной силой притяжения в её  окрестностях и только при прохождении других звёзд вблизи данной соотношение сил может существенно измениться. Но во внешних частях звёздных систем притяжение звезды является слабым и галактические приливные силы оказываются значимыми. В Солнечной системе гипотетическое облако Оорта, считающееся источником долгопериодических комет, располагается в данной переходной области.

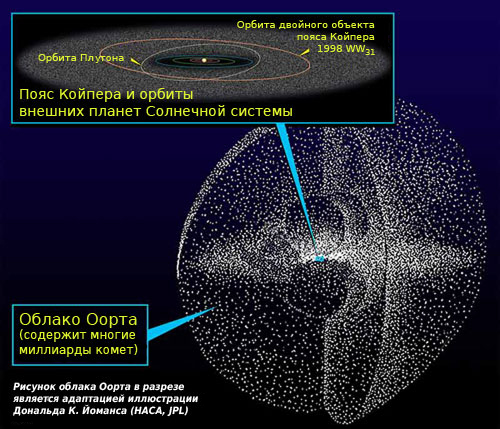
Диаграмма облака Оорта.

Облако Оорта считается обширной оболочкой, окружающей Солнечную систему, по оценкам радиус данной оболочки равен световому году. На протяжении такого расстояния градиент гравитационного поля Млечного Пути является более заметным. Вследствие наличия данного градиента галактические приливы могут деформировать облако Оорта, растягивая его в направлении центра Галактики и сжимая вдоль двух других осей подобно тому, как меняется форма Земли под действием притяжения Луны.
Притяжение Солнца относительно слабое на таких расстояниях, при которых малые возмущения от галактики способны сместить некоторые планетезимали с далёких от Солнца орбит и направить в сторону Солнца и других планет. Подобные тела, состоящие из смеси каменистых пород и льдов, превратятся в кометы, будучи подверженными возрастающему потоку солнечного излучения при движении внутрь Солнечной системы.

## Влияние на Землю
Влияние галактических приливных сил на Землю пренебрежимо мало и может быть оценен только теоретически: если принять приливное ускорение от Солнца за 1, тогда приливное ускорение от Луны будет равно 2, а ускорение от Млечного Пути составит всего лишь 10−12. Следовательно если приливное влияние Луны приводит к поднятию уровня моря на 10 метров, то под воздействием Млечного Пути уровень воды поднимется всего лишь на 10 пикометров, что не превосходит размера атома.